# Timo Suomalainen
Timo Sakari Suomalainen, född 8 mars 1928 i Hogland, död 1 maj 2021 i Tammerfors, var en finländsk arkitekt. 
Suomalainen blev student 1948 och utexaminerades som arkitekt vid Tekniska högskolan i Helsingfors 1956. Efter att tillsammans med brodern Tuomo Suomalainen, även han arkitekt, ha segrat i tävlingen om Tempelplatsens kyrka 1960, grundade bröderna en gemensam byrå 1965. Nämnda kyrka färdigställdes 1969 i Främre Tölö och räknas som ett av den moderna finländska kyrkoarkitekturens främsta verk. 
Bröderna Suomalainen har även utfört en rad framstående projekt inom finländsk modernism, många av dem efter segrar i arkitekttävlingar. Av dessa bör nämnas välsignelsekapellet i Ristiniemi, Fredrikshamn (1962–1965), Haga yrkesskola i Helsingfors (1967), Esbo stadsdelsbibliotek, arbetar- och köpmannainstitutet i Alberga (1972), Kasbergets yrkesskola i Helsingfors (1974), hotell Mesikämmen (1976) och Mini-Suomi (1986) i Etseri, Esbovikens kyrka i Stensvik (1980) och polishuset i Fredrikshamn (1984). Efter broderns frånfälle 1988 fortsatte han verksamheten tillsammans med sonen Ilari Suomalainen (född 1963); de har bland annat planerat Klockarbackens kapell i Esbo (1993) och Paijala kapell i Tusby (1993).